# Charly Dutournier
Charly Dutournier (* 15. Mai 1994 in Bordeaux) ist ein französischer Fußballspieler.

## Vereinskarriere
Dutournier begann das Fußballspielen bei einem Verein aus Latresne bei Bordeaux und spielte in seiner Jugend bei weiteren Klubs aus der Umgebung der südwestfranzösischen Metropole, ehe er 2007 in die Jugendabteilung des Profiklubs Girondins Bordeaux aufgenommen wurde. Der Spieler hatte jedoch mit Verletzungen zu kämpfen und musste den Verein nach zwei Jahren wieder verlassen. Er ging zur U-17-Mannschaft eines unterklassigen Klubs und zeigte derart gute Leistungen, dass sein Trainer den Spieler seinem Vater Bernard Blaquart empfahl, der zu diesem Zeitpunkt das Ausbildungszentrum des Zweitligisten FC Tours leitete. 
So kam es, dass Dutournier 2011 zu Tours wechseln konnte, wo er am 11. Februar 2012 beim 0:1 im Zweitligaspiel gegen den FC Istres erstmals im Aufgebot der ersten Mannschaft stand und mit seiner Einwechselung in der 80. Minute sein Profidebüt feiern konnte. Dies blieb sein einziger Einsatz in der Saison 2011/12, an deren Ende er mit einem Profivertrag ausgestattet wurde. Am zweiten Spieltag der neuen Spielzeit stand er beim 2:2 gegen Chamois Niort zum ersten Mal von Beginn an auf dem Platz und erzielte in der 69. Minute sein erstes Tor für die Profis. Dem folgten im weiteren Saisonverlauf unregelmäßige Einsätze für das Team. Zu Beginn der Saison 2013/14 wurde der Stürmer, der zuvor nur für die erste Auswahl oder für die Jugendmannschaft Spiele bestritten hatte, in den Kader der zweiten Mannschaft aufgenommen.
Im Sommer 2014 wechselte er zum Viertligisten Stade Bordelais aus seiner Geburtsstadt Bordeaux und erzielte für diesen anschließend 13 Saisontore. Daraufhin wurde er in der Sommerpause 2015 vom Zweitligisten FCO Dijon verpflichtet und direkt an die drittklassige US Boulogne weiterverliehen. In Boulogne kam er allerdings nicht über zwei Einsätze hinaus und kehrte bereits im Herbst nach Dijon zurück, wo er für die zweite Mannschaft spielte. Im Vorfeld der Spielzeit 2016/17 wurde er an die in die dritte Liga aufgestiegene US Concarneau verliehen.

## Nationalmannschaft
Sein Debüt für eine nationale Jugendauswahl gelang dem Spieler, zu Beginn des Jahres 2013 für die französische U-19 berücksichtigt wurde und beim 2:2 gegen Kroatien am 5. Februar nach seiner Einwechselung in der 57. Spielminute für diese auflief. Am 6. September desselben Jahres absolvierte er bei einem 4:1 gegen Kanada seine erste Partie für die U-20.